# Les Copains et la Légende du chien maudit
Série Air Bud
Les Copains fêtent Noël
(2009) Les Copains chasseurs de trésor
(2012)
Pour plus de détails, voir Fiche technique et Distribution.
Les Copains et la Légende du chien maudit ou Les Tobby et le Chien fantôme au Québec (Spooky Buddies) est un film américano-canadien réalisé par Robert Vince (en), sorti directement en vidéo en 2011.
C'est le cinquième film de la série Air Buddies mettant en vedette de jeunes golden retrievers.

## Synopsis
Les copains et leurs maîtres fêtent un très bel Halloween quand des légendes locales, le chien maudit et Warwick le sorcier, sont accidentellement libérés dans la ville et se préparent à prendre le contrôle de Fernfield puis du reste du monde. Cependant, ils doivent récolter les âmes de cinq chiots de la même famille pour y parvenir.

## Fiche technique
- Titre : Les Copains et la Légende du chien maudit
- Titre québécois : Les Tobby et le Chien fantôme
- Titre original : Spooky Buddies: The Curse of the Howlloween Hound
- Réalisation : Robert Vince
- Scénario :  Anna McRoberts et Robert Vince
- Musique : Brahm Wenger
- Photographie : Mike Southon
- Montage : Kelly Herron
- Production : Anna McRoberts et Robert Vince
- Société de production : Walt Disney Studios Home Entertainment, Key Pix Productions et Spooky Buddies Productions
- Pays :  Canada et  États-Unis
- Genre : Fantastique
- Durée : 88 minutes
- Dates de sortie : 
  -  États-Unis : 20 septembre 2011
  -  France : 7 décembre 2011

## Distribution

### Acteurs
- Harland Williams (VF : Gabriel Le Doze ; VQ : Tristan Harvey) : Warwick, le sorcier
- Rance Howard (VF : Jean-Pierre Denys ; VQ : Guy Nadon) : Joseph Johnson
  - Max Charles (en) (VQ : Nicolas Poulin) : Joseph jeune
- Pat Finn (en) (VQ : Patrick Chouinard) : Frank Carroll
- Jennifer Elise Cox (VQ : Michèle Lituac) : Mme Carroll
- Frank C. Turner (en) (VQ : Aubert Pallascio) : le shérif Jim
- Michael Teigen (VQ : Frédéric Desager) : le shérif-adjoint Dan
- Elisa Donovan (VQ : Marie-Andrée Corneille) : Janice
- Sierra McCormick (VQ : Ludivine Reding) : Alice
- Skyler Gisondo (VQ : Vassili Schneider) : Billy
- Sage Ryan (VQ : Xavier Lapante) : Pete
- Jake Johnson : Sam
- Hardy Gatlin : Skip
- Tucker Albrizzi (VQ : Romy Kraushaar-Hébert) : Bartleby
- Dylan Sprayberry (VQ : Félix-Dominic Marazzani) : Rodney

### Voix
- G. Hannelius (VF : Clara Quilichini ; VQ : Gabrielle Thouin) : Rosabelle (Rosebud en VO)
- Skyler Gisondo (VF : Victor Quilichini ; VQ : Alexis Plante) : Bandit (B-Dawg en VO)
- Charles Henry Wyson (VF : Benjamin Douba-Paris ; VQ : Nicolas DePassillé-Scott) : Bouddha (Buddha en VO)
- Nico Ghisi (VF : Thomas Chauvel ; VQ : Madani Tall) : Patapouf (Buderball en VO)
- Ty Panitz (VF : Tom Trouffier ; VQ : Charles Sirard Blouin) : Craspouët (en VF) / Bouboue (en VQ) (Mudbud en VO)
- Frankie Jonas (VQ : Thomas-Fionn Tran) : Pip, un beagle
- Debra Jo Rupp (VQ : Johanne Garneau) : Zelda, une chienne chinoise à crête
- Diedrich Bader (VF : Jean-Louis Faure ; VQ : Pierre Chagnon) : le Chien d'Halloween (en VF) / le Cerbère d'Halloween (en VQ), un mastiff
- Ryan Stiles : Hoot, un hibou grand-duc
- Tim Conway (VQ : Benoît Rousseau) : l'inspecteur Renifleur (Sniffer en VO)

 Source et légende : version française (VF) sur RS Doublage et version québécoise (VQ) sur Doublage Québec

## Autour du film
- Comme dans les films Les Copains dans l'espace et Les Copains fêtent Noël, Buddy, Molly et la famille Framm ne font pas partie de la distribution.
- Le film devait s'appeler Les copains fêtent Halloween : La légende du chien maudit dit dans la bande-annonce disponible dans le DVD du Chihuahua de Beverly Hills 2.